# 29144 Taitokufuji
29144 Taitokufuji è un asteroide della fascia principale avente un diametrp di 3,709 km. Scoperto nel 1988, presenta un'orbita caratterizzata da un semiasse maggiore pari a 2,3999553 au e da un'eccentricità di 0,1534354, inclinata di 2,60656° rispetto all'eclittica. Mostra un'albedo di 0,511.
L'asteroide è dedicato alla scuola elementare Fuji a Taito-ku.